# لسکه درق
 لسکه درق  یکی از روستاهای مرزی بخش مرکزی شهرستان گرمی در استان اردبیل است.

## جغرافیای لسکه درق
لسکه درق از بزرگترین روستاهای منطقه تولون می‌باشد. این روستا از شمال به روستای عزیزلو از شرق به روستای خان‌کندی از جنوب به مرز جمهوری آذربایجان و از غرب به روستای اولی کندی (اجیرلو) محدود می‌شود. لسکه درق در زبان روسی به معنی دره سرسبز می‌باشد. در مکاتبات اداری و برخی اسناد رسمی نام این روستا به اشتباه به صورتهای لسگه درق، لسکه دره، لوسگه دره، لوسکه دره، لوسگه درق نیز نوشته شده است.
رودخانه معروف این روستا رودخانه تولون است که از ارتفاعات کوه قولی داشی در مرز بین ایران و جمهوری آذربایجان سرچشمه می‌گیرد.

## جمعیت لسکه درق
براساس سرشماری نفوس و مسکن سال ۱۳۸۵ روستای لسکه درق دارای ۱۴ خانوار با ۵۵ نفر جمعیت بوده است. در سرشماری ۱۳۸۵ از کل جمعیت آن ۲۹ نفر مرد و ۲۶ نفر زن بوده‌اند. در این سال از ۵۳ نفر جمعیت ۶ ساله و بالاتر آن ۴۰ نفر و بیش از ۷۵ درصد باسواد بوده همچنین تعداد ۱۶ نفر از مردان شاغل و ۲ نفر نیز بیکار گزارش شده‌اند.
بر اساس آخرین نتایج سرشماری ۱۳۹۰ روستای لسکه درق دارای ۱۱ خانوار با ۴۰ نفر جمعیت می‌باشد که نسبت به ۵ سال قبل ۱۵ نفر کاهش جمعیت داشته است.

## شهدای لسکه درق
روستای لسکه درق یکی از فرزندان برومند خود به نام سیدعظیم زمانی را در جنگ ایران و عراق تقدیم ایران اسلامی نموده است. مزار این شهید والا مقام در ورودی لسکه درق روبروی روستا واقع شده است.